# We Are Number One
"We Are Number One" é uma música da série infantil de televisão islandesa LazyTown, composta por Máni Svavarsson. A música foi apresentada no décimo segundo episódio da quarta temporada do programa, intitulada "Robbie's Dream Team", que é o 103.º episódio geral.
Após seu lançamento, a música ganhou uma popularidade online significativa e tornou-se comum entre memes da Internet e remixes cômicos, especialmente em apoio ao vocalista Stefán Karl Stefánsson (Robbie Rotten), que foi diagnosticado com câncer e morreu em agosto de 2018.
O videoclipe oficial tem mais de 93 milhões de visualizações no YouTube em novembro de 2020 e é o vídeo mais visto no canal LazyTown no YouTube.

## Composição
A música é escrita em tempo comum e tem um ritmo de 162 batidas por minuto. Está escrito na chave do harmônico menor F e também incorpora elementos da escala cigana húngara, como um grau elevado da quarta escala. Segue a progressão dos acordes de Fm–Db–C.

## História
O título original da música era "Villain Number One", antes de ser alterada para "We Are Number One".
Durante a produção, muitos versos da música foram cortados da versão final. Essas letras surgiram pela primeira vez ao público quando foi revelado por Máni durante a transmissão ao vivo que Stefán Karl realizou no Facebook em 11 de dezembro de 2016, nos estúdios islandeses em que o programa foi filmado.

## Popularidade na Internet
Dois anos após a exibição do episódio LazyTown, "We Are Number One" se tornou um meme da Internet devido ao artista de Robbie Rotten, Stefán Karl Stefánsson, ter anunciado que havia sido diagnosticado com colangiocarcinoma. Uma campanha foi criada por Mark Valenti, escritor principal da LazyTown, na plataforma de crowdfunding GoFundMe para pagar pelos custos de vida de Stefán Karl enquanto ele estava muito doente para trabalhar, e os criadores dessas paródias usaram seus vídeos para aumentar a conscientização sobre a campanha. Em 20 de dezembro de 2016, a campanha havia ultrapassado sua meta de cem mil dólares.
Para agradecer aos colaboradores, Stefán Karl realizou uma transmissão ao vivo no Facebook em 11 de dezembro de 2016, onde ele apresentou "We Are Number One" com os outros atores (Björn Thors, Bergur Þór Ingólfsson, Snorri Engilbertsson) do videoclipe original que foi posteriormente carregado em seu canal pessoal do YouTube.

### Memes da Internet
A música ganhou popularidade em setembro de 2016, quando o primeiro remix foi enviado para o canal SiIvaGunner do YouTube, disfarçado de música do jogo eletrônico Kirby Super Star Ultra. Várias paródias foram subsequentemente carregadas desde então, com destaque para o YouTuber Grandayy, bem como versões cover adequadas de bandas como o grupo de comédia punk The Radioactive Chicken Heads.
Normalmente, essas paródias assumem a forma do videoclipe original editado de alguma maneira irregular e muitas vezes altamente complexa. Um formato de título comum começaria com a frase "We Are Number One but...", seguida de uma lista de alterações do original, por exemplo "We Are Number One but it's 1 hour long" ou "We Are Number One but it's co-performed by Epic Sax Guy". Esse tipo de remix era comum em 2016, principalmente durante os meses finais do ano; um artigo da Verge descreveu "We Are Number One" e outros remixes semelhantes a "criações solipsísticas estranhas".
Foi considerado o "Meme da Década" de 2010-2019 no "Grandayy's Meme Awards 2019", de Grandayy.

#### Versões alternativas
O canal oficial do LazyTown no YouTube postou vários vídeos relacionados à música, incluindo um loop de uma hora da música original, uma versão instrumental, uma versão instrumental invertida, cada "one" sendo substituído por "The Mine Song" (outra música da série, também com inúmeras paródias, que mais tarde se tornaram um meme da internet em novembro de 2016), uma compilação das músicas conhecidas da série e o episódio completo em que a música apareceu, "Robbie's Dream Team", de 2014.

## Petição para a Eurovisão
Foi criada uma petição para que Stefán Karl apresentasse a música para representar a Islândia no Festival Eurovisão da Canção, recebendo mais de doze mil assinaturas. A petição queria que ele participasse da edição de 2017, mas ele não se inscreveu, reconhecendo que era improvável que ele o fizesse, pois a recuperação do câncer era uma prioridade maior. Stefán Karl morreu mais tarde de câncer em 21 de agosto de 2018.